# Terremoto de Kunlun de 2001
El terremoto de Kunlun de 2001, también conocido como terremoto de Kokoxili de 2001, se produjo el 14 de noviembre de 2001 a las 09:26 UTC (17:26 hora local), con epicentro cerca de Hoh Xil, cerca de la frontera entre Qinghai y Sinkiang en una remota región montañosa. Con una magnitud de 7.8 Mw, fue el terremoto más poderoso de China en cinco décadas. No se informó de víctimas, presumiblemente debido a la muy baja densidad de población y la falta de edificios de gran altura. Este terremoto se asoció con la ruptura de superficie más larga jamás registrada en tierra, ~ 450 km.

## Marco tectónico
La falla de Kunlun es una de las principales estructuras de deslizamiento sinistral que acomoda el movimiento hacia el este de la meseta tibetana en relación con la placa euroasiática. Este movimiento es causado por la extensión lateral de la zona de corteza engrosada asociada con la colisión entre las placas india y euroasiática.

## Terremoto

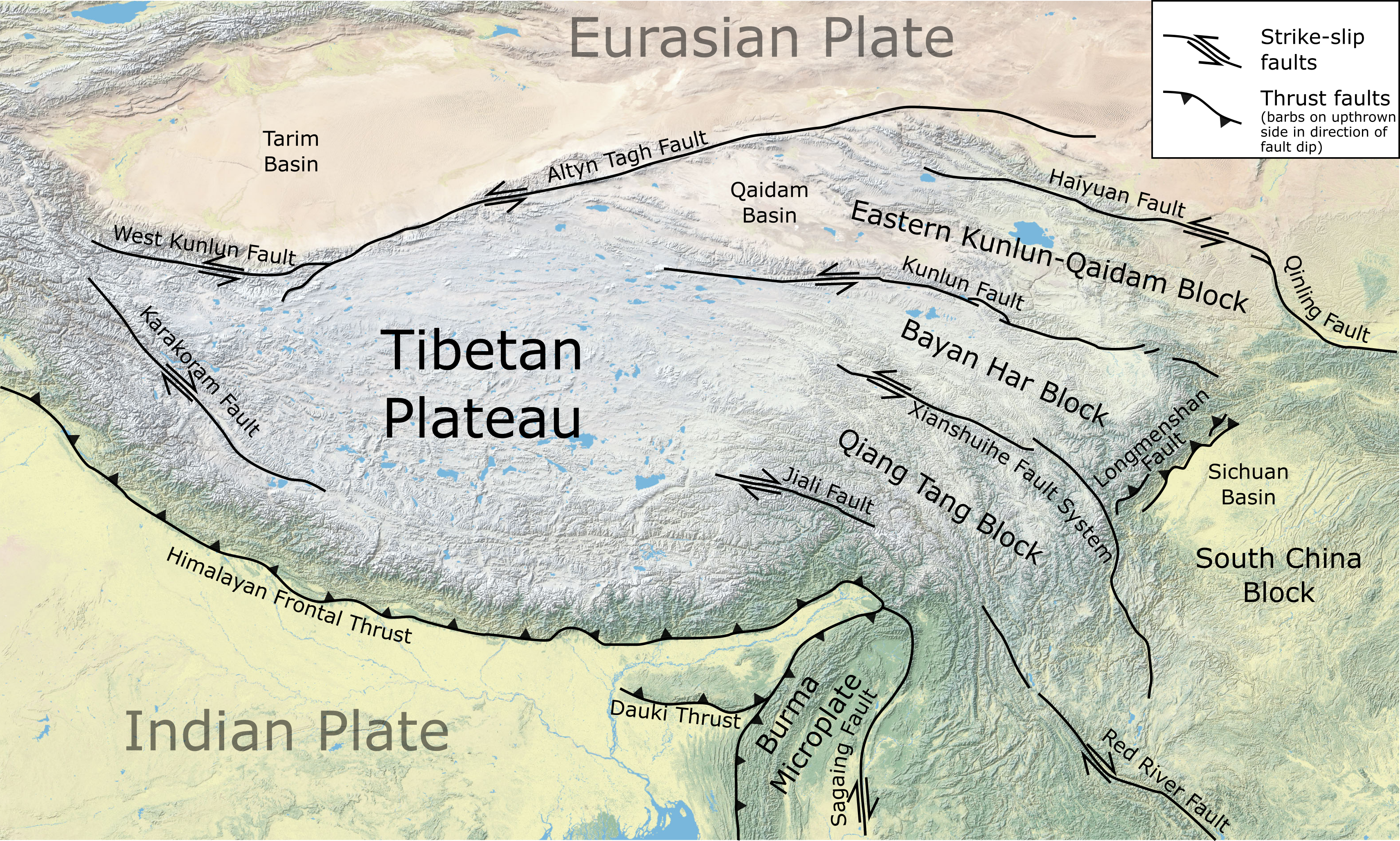
Principales zonas de fallas alrededor de la meseta tibetana que muestran la ubicación de la falla Kunlun

La ruptura del terremoto comenzó en un segmento de falla de deslizamiento relativamente pequeño en el extremo occidental de la falla de Kunlun en la región de la montaña Buka Daban Feng. La ruptura se propagó hacia el este a través de un paso extensional antes de seguir el hilo principal de la falla de Kunlun. La región de deformación cosísmica (es decir, que ocurrió durante el terremoto) es inusualmente grande, observándose fallas significativas hasta 60 km desde la traza principal de ruptura. Esta deformación se produce en dos franjas, ca. 20 y 60 km del rastro de falla principal. Los lineamientos preexistentes y las características geomorfológicas sugieren que este desplazamiento provocado por el terremoto ocurrió en fallas existentes. La ruptura cosísmica de la superficie se extendió por más de 400 km, lo que la convierte en la zona más larga de ruptura cosísmica de la superficie observada hasta ahora.
Un análisis de la velocidad de propagación indica que la ruptura se propagó a una velocidad normal a lo largo del segmento original, pero aumentó en velocidad por encima de la velocidad de la Onda S después del salto a través del paso extensional y continuó a esa velocidad hasta que se detuvo la propagación. Esto hace que el terremoto de Kunlun sea el ejemplo mejor documentado de un terremoto de cizalladura superior. Se ha sugerido que la zona inusualmente amplia de deformación cosísmica es un resultado directo de la propagación de la ruptura por cizallamiento superior.

## Daños
Debido a la lejanía de la región, la mayoría de los informes de daños provienen de áreas a cientos de kilómetros del epicentro. El centro de población más cercano, la ciudad de Golmud, informó de fuertes temblores, pero ningún edificio colapsó. Se informó de algunos daños en el sitio de construcción del ferrocarril Qingzang (ferrocarril Qinghai-Tíbet) y a lo largo de la carretera Qinghai-Tíbet.